# Henri VIII de Legnica
Henryk VIII de Legnica, né vers 1355 et mort le 12 décembre 1398, est un duc conjoint de Legnica depuis 1364 avec ses frères et évêque de Włocławek de 1389 jusqu'à sa mort.

## Biographie
Henryk est le quatrième fils de Wacław Ier de Legnica, duc de Legnica, et de son épouse  Anna, fille de Kazimierz Ier de Cieszyn.
Le duc Wacław destinait ses trois plus trois jeunes fils; Henryk VIII et ses frères Wacław II et Bolesław IV à l'Église afin de prévenir de futurs partages du duché déjà très réduit de Legnica qu'il destinait à son fils aîné Ruprecht.
Après la mort de son père en 1364, Henri VIII est ses frères sont placés sous la tutelle de leur oncle Ludwik Ier le Beau qui conformément aux vœux de son défunt frère installe Henryk comme chanoine de la collégiale de la Sainte-Croix de Wrocław en 1378. Une année après Henryk VIII est nommé au chapitre de chanoines de la cathédrale la même cité. Le 21 mai 1379 Henryk VIII, conjointement avec ses frères se rend à Prague et rend l'hommage féodal au roi Wacław IV de Bohême.
Au début de l'automne de la même année Henryk VIII est élu administrateur du diocèse de Wroclaw et le 19 avril 1382, son frère plus âgé Wacław II de Legnica est finalement confirmé évêque du diocèse. Pendant la durée de son administration, Henryk VIII se querelle avec la noblesse locale au sujet de son refus de payer des taxes d'importation d'une douzaine de fûts de bière de Świdnica reçus en cadeau de son frère Ruprecht Ier et cela au détriment de la production locale et de sa volonté d'appliquer strictement les privilèges du chapitre. La résistance de la population de la cité rend l'administrateur furieux et il menace de mise au ban de la ville, si elle n'accède pas à sa demande. Le conflit malgré la médiation de l'archevêque de Gniezno, Janusz Suchywilk et du roi Wacław IV de Bohême qui ordonne la saisie des propriétés des chanoines de Wroclaw qu'il rend responsables de la prolongation du conflit, ne se termine qu'en mai 1382, après une sentence du légat du pape l'évêque Thomas Lucerii.
En 1388, Henryk VIII, en échange de sa résiliation d'administrateur du diocèse de Wroclaw, reçoit du pape Urbain VI l'évêché de Cambrai en Flandre française. Henryk VIII refuse cette nomination car il a la possibilité de prendre l'évêché de Włocławek après que son titulaire  Jan Kropidło également duc d'Opole l'ait résigné dans l'espoir d'obtenir l'archidiocèse de Gniezno. Après cette nomination de Henryk VIII au plus riche évêque de Pologne il obtient la même influence politique que l'évêque de Cracovie, Piotr Wysz.
La nomination officielle de Henryk VIII comme évêque du diocèse de Włocławek qui comprend outre la Cujavie une partie de Poméranie de Gdańsk, intervient le 14 mai 1389. Henryk VIII est pendant les neuf années suivantes évêque de Włocławek, période au cours de laquelle il s'intéresse peu à son diocèse et se contente d'en encaisser les revenus, vivant le plus souvent en Silésie dans les domaines de ses frères Ruprecht Ier et Wacław II : Legnica, Wroclaw et Otmuchów. Henryk VIII meurt à Legnica le 12 décembre 1398, probablement empoissonné pendant le banquet donné par le primat de Pologne et archevêque de Gniezno Dobrogost de Nowy Dwór (en). Il est inhumé dans la cathédrale de Wroclaw; sa pierre tombale située dans la nef sud s'y trouve encore.

## Sources
- (en) Cet article est partiellement ou en totalité issu de l’article de Wikipédia en anglais intitulé « Henry VIII of Legnica » (voir la liste des auteurs), édition du 1er juillet 2014.
- (de) Europäische Stammtafeln Vittorio Klostermann, Gmbh, Francfort-sur-le-Main, 2004  (ISBN 3465032926), Die Herzoge von Schlesien, in Liegnitz 1352-1596 und in Brieg 1532-1586 des Stammes der Piasten  Volume III Tafel 10.
- (en) & (de) Peter Truhart, Regents of Nations, K. G Saur Munich, 1984-1988 (ISBN 359810491X), art. « Liegnitz (pol. Legnica) »  p. 2.451 & « Brieg (pol. Brzeg) »  p. 2.448.